# Presentatie (voordracht)
Een presentatie is een activiteit waarbij de verteller aan de toehoorders door middel van een betoog én eventuele hulpmiddelen iets toont of presenteert. De hulpmiddelen om te presenteren variëren van minimaal tot uitgebreid. Bij een presentatie gaat het meestal om het tonen van een reeks dia's of slides door middel van een beamer, maar de spreker kan de objecten ook evengoed zelf tonen. Een presentatie kan ook gepaard gaan met interactie en/of discussie met de toehoorders.

## Werksituatie
In scholen, organisaties en bedrijven is het gebruikelijk dat voorstellen en verslagen op formele wijze met een presentatie worden toegelicht. Een spreker houdt een voorbereid betoog waarbij of waarna de vergadering in discussie gaat over de inhoud. Vaak wordt gebruik gemaakt van presentatiesoftware zoals PowerPoint of Keynote, computerprogramma’s waarmee teksten en afbeeldingen aan de luisteraars getoond worden. Vóór 2000 gebruikten sprekers daarvoor overheadsheets, flip-overs of een schoolbord.

## Stress
Mensen vinden presentaties geven vaak stressvol. De druk van de groepsaandacht, de verplichting om een monoloog af te steken, het onvermogen om hoofd- en bijzaken te scheiden en in het algemeen faalangst dragen bij aan het ongemak. In veel organisaties wordt een presentatie door de spreker en de toegesprokenen ervaren als een examen waar je carrière van afhangt. In het onderwijs is er (een toenemende) aandacht voor presentatievaardigheden. Ook organisaties sturen medewerkers meer en meer naar presentatietrainingen.